# 慶蕃
慶蕃（？—？）滿洲鑲白旗人，清末官员。

## 生平
慶蕃出身蔭生。曾任福建興泉永道。宣统年间，任陸軍部左參議，资政院议员。1921年，北京政府任命其担任正白旗滿洲副都统。